# 幸會史迪仔
幸會史迪仔（英語：Stitch Encounter）是香港迪士尼樂園及華特迪士尼影城及東京迪士尼樂園和上海迪士尼樂園的一個遊樂設施。

## 歷史
「幸會史迪仔」於2006年7月在香港迪士尼樂園首次出現，並於2016年5月清拆，運用了新的科技來展示給遊客。設施由華特迪士尼幻想工程設計，而遊樂設施的主角就是「扮嘢小魔星」。當這設施啟用後，十分受歡迎，於是華特迪士尼公司決定把這個遊樂設施移師到巴黎的華特迪士尼影城。

## 香港迪士尼樂園

### 概要
遊客會被送到「太空交通控制中心」與宇宙最頑皮的生物「史迪仔」會面，史迪仔還會教遊客說夏威夷語。整個演出結合喜劇、動作和探險，每次均有不同的體驗，在尾聲遊客會看到史迪仔被敵人發現他藏在太空船那個位置，遊客需幫助他找出路線協助他逃走。幸會史迪仔已於2016年5月2日停止運作。

### 設施資料
- 建築物樓高：102米
- 每場容納人數： 約100人
- 語言版本： 粵話、英語、普通話
- 耗資： 300萬港元

## 華特迪士尼影城

### 概要
遊客會被送到「太空交通控制中心」與宇宙最頑皮的生物「史迪仔」會面，史迪仔還會教遊客說夏威夷語。整個演出結合喜劇、動作和探險，每次均有不同的體驗，在尾聲遊客會看到史迪仔被敵人發現他藏在太空船那個位置，遊客需幫助他找出路線協助他逃走。

### 設施資料
- 每場容納人數： 280人
- 語言版本：法語、英語
- 耗資： 5萬欧元